# Dòng thời gian của đại dịch COVID-19 tháng 8 năm 2020
Đây là dòng thời gian các sự kiện chính vào tháng 8 năm 2020 của đại dịch COVID-19, gây ra bởi SARS-CoV-2, lần đầu tiên được phát hiện ở Vũ Hán, Trung Quốc.

## Dòng thời gian

### 1 tháng 8
- Florida ghi nhận thêm 257 ca tử vong, số tăng kỷ lục trong bốn ngày liên tiếp.Có thêm 9.007 người nhiễm COVID trong bang Florida, nâng tổng ca nhiễm tại đây lên trên 470.000, đứng hàng thứ nhì tại Mỹ, sau bang California. (VOA)
- Bất kể đã có hơn 150.000 người Mỹ chết vì COVID-19, Nhà Trắng vẫn phản đối điều khoản trong một dự luật yêu cầu hành khách đi tàu, máy bay và phương tiện công cộng phải đeo khẩu trang.  (Tuổi Trẻ),  (reuters) Lưu trữ ngày 30 tháng 7 năm 2020 tại Wayback Machine
- Đã có ít nhất 260 em trong số 597 em tham dự một trại hè tháng trước ở bang Georgia của Mỹ mắc COVID-19.  (Tuổi Trẻ)
- Cuộc biểu tình chống lại các quy định corona ở Berlin, Đức với con số lên tới 17 ngàn người đã bị ngưng lại sớm vì không giữ được các biện pháp vệ sinh. (SZ)

### 2 tháng 8
- Sở Y tế Thành phố Đà Nẵng cho biết, thành phố đã ghi nhận thêm tất cả 18 trường hợp nhiễm virus corona, chỉ trong một ngày. Kể từ 25-7, Đà Nẵng đã ghi nhận tất cả 105 ca nhiễm, Việt Nam có tổng cộng 5 ca tử vong. (BBC)
- Bí thư Thành uỷ Thành phố Hồ Chí Minh Nguyễn Thiện Nhân cho rằng cần xác định Đà Nẵng là trung tâm dịch đặc biệt nguy hiểm và đề nghị áp dụng kinh nghiệm của Vũ Hán (Trung Quốc) để ngăn dịch bệnh tại Đà Nẵng. (vnExpress)
- Bộ trưởng Y tế Nga Mikhail Murashko ngày 1-8 cho biết Nga sắp khởi động một đợt tiêm vắcxin ngừa COVID-19 diện rộng vào tháng 10. Tại Nga, chỉ trong 24 giờ qua tính tới chiều 1-8, nước này ghi nhận thêm 5.462 ca COVID-19 mới và thêm 95 trường hợp tử vong.(Tuổi Trẻ)
- Khoản trợ cấp thất nghiệp trị giá 600 đô la (459 bảng Anh) được trả hàng tuần cho hàng chục triệu người Mỹ thất nghiệp đã hết hạn cuối tháng 7, khi đảng Cộng hòa và Dân chủ không đạt được thỏa thuận gia hạn. (BBC)

### 3 tháng 8
- Thủ tướng Phần Lan Sanna Marin kết hôn với người bạn trai lâu năm trong một buổi lễ nhỏ với lượng khách mời giới hạn do Covid-19. Bà Marin và ông Raikkonen đã sống bên nhau 16 năm và có một con gái hai tuổi. (vnExpress)
- Từ 0h ngày 3/8, Thành phố Buôn Ma Thuột thực hiện cách ly xã hội 14 ngày sau khi nơi này ghi nhận thêm hai ca nhiễm nCoV. Quyết định cách ly toàn thành phố gồm 13 phường, 8 xã với hơn 500.000 dân, yêu cầu "gia đình cách ly với gia đình, tổ dân phố cách ly với tổ dân phố, phường xã cách ly với phường xã". (vnExpress)

### 4 tháng 8
- Ban Chỉ đạo quốc gia phòng chống dịch COVID-19 tối 3-8 thông báo ghi nhận thêm 15 ca COVID-19 mới ở Đà Nẵng và 6 ca ở Quảng Nam, đưa tổng số ca bệnh ghi nhận cả nước lên 642. Số ca mắc mới liên quan tới Đà Nẵng tính từ ngày 25-7 đến nay là 195 ca. (Tuổi Trẻ)

### 5 tháng 8
- WHO kêu gọi Nga tuân thủ hướng dẫn sản xuất vaccine an toàn và hiệu quả sau khi Moskva công bố kế hoạch phổ biến rộng rãi vaccine Covid-19. (vnExpress)
- Về đề nghi cách ly Đà Nẵng như kinh nghiệm Vũ Hán, giáo sư Yik Ying Teo cho biết Việt Nam cần xem xét: Thứ nhất, cần dựa vào quy mô dịch ở Đà Nẵng, khả năng truy dấu người nhiễm và nghi nhiễm. Thứ hai, khả năng quá tải của các bệnh viện. Thứ ba, khả năng tuân thủ các biện pháp phòng dịch như mang khẩu trang và cách biệt cộng đồng của người dân. (vnExpress)
- Hiệp định thương mại tự do Liên minh châu Âu-Việt Nam
- Sau khi Chủ tịch Uỷ ban Châu Âu Ursula von der Leyen  điện đàm với Thủ tướng Việt Nam Nguyễn Xuân Phúc, trước khi hiệp định có hiệu lực, bà nhận xét: "Tôi tin tưởng mạnh mẽ rằng thỏa thuận này cũng sẽ trở thành cơ hội để người dân Việt Nam được hưởng một nền kinh tế thịnh vượng hơn và chứng kiến một sự thay đổi tích cực và nhân quyền mạnh mẽ hơn đối với công nhân và công dân ở nước họ." (VOA)

### 6 tháng 8
- Bộ Y tế sáng 6/8 ghi nhận 4 ca nhiễm nCoV, trong đó ba người ở Quảng Nam, một người Hà Nội liên quan đến Đà Nẵng. Như vậy, trong 24 giờ Việt Nam qua ghi nhận tổng cộng 47 ca nhiễm mới.  (vnExpress)
- Facebook cho biết họ đã xóa một bài đăng trên trang cá nhân của Trump vì chứa thông tin sai lệch về Covid-19. Đó là video ông trả lời phỏng vấn Fox News vào sáng 5/8, "bao gồm các tuyên bố sai lầm rằng một nhóm người (hầu như) miễn dịch với Covid-19." (vnExpress), (cnbc)
- Twitter thông báo tạm thời khóa tài khoản của nhóm phụ trách chiến dịch tranh cử của Tổng thống Mỹ Trump vì đăng thông tin sai về Covid-19, trong đó Tổng thống Mỹ tuyên bố trẻ em "gần như miễn nhiễm" với nCoV. (vnExpress)
- Florida, một trong những vùng dịch lớn ở Mỹ, báo cáo hơn 502.000 người nhiễm nCoV, trở thành bang thứ hai ghi nhận hơn nửa triệu ca nhiễm, sau California với hơn 532.000 ca.  (vnExpress)
- Cơ quan Y tế hạt La Crosse, bang Wisconsin (Mỹ)  công bố 1 trường hợp "tái nhiễm" sau hơn 3 tháng mắc bệnh Corona lần đầu. Hạt Todd ở bang Kentucky cũng ghi nhận một ca tương tự. (Tuổi Trẻ), (AP)
- Mười lăm trường hợp ngộ độc chất methanol do uống thuốc rửa tay có cồn tại Arizona và New Mexico trong tháng 5 và 6, dẫn tới 4 ca tử vong, Trung tâm Kiểm soát và Phòng ngừa Dịch bệnh Mỹ (CDC) cho biết ngày 5/8.  (VOA)
- Hy Lạp tuyên bố siết chặt các biện pháp chống dịch sau khi số ca mắc COVID-19 mới trong nước vượt hơn 380 kể từ đầu tháng 8-2020. Scotland cũng tái áp đặt hạn chế tại thành phố Aberdeen đang bùng phát các ca nhiễm mới. Hà Lan buộc người dân ở Rotterdam và nhiều khu vực ở Amsterdam phải đeo khẩu trang. Thuỵ Sĩ đưa Tây Ban Nha vào danh sách buộc cách ly, trong khi đó, Đức thêm tỉnh Antwerp của Bỉ vào danh sách khu vực rủi ro.  Với khoảng 680 bệnh nhân mới và 6 ca tử vong trong ngày 4-8, Ba Lan sẽ tăng cường hoạt động kiểm tra tại các cửa hàng và tiệc cưới, đồng thời phạt tiền nặng hơn nếu vi phạm quy định phòng, chống dịch bệnh. Pháp ngày 5-8 ghi nhận thêm 1.695 ca mới, cao nhất trong vòng 2 tháng qua. Tây Ban Nha cũng có thêm 1.772 ca mới, kỷ lục kể từ khi nước này gỡ bỏ phong toả vào tháng 6-2020. (Tuổi Trẻ)

### 8 tháng 8
- Hơn 160.000 người chết vì đại dịch virus corona tại Mỹ, chiếm gần một phần tư số tử vong trên thế giới, theo số liệu của Reuters ngày 7/8 trong lúc nước Mỹ đang tranh luận về việc liệu các trường học có nên mở cửa dạy trực tiếp trong vài tuần tới hay không.(VOA)
- 3 ngày liên tiếp số người nhiễm bệnh COVID ở Đức lên hơn 1000 người mỗi ngày. (FAZ)

### 9 tháng 8
- Thêm 19 ca COVID-19 được ghi nhận ở Đà Nẵng, 8 ca ở Quảng Nam và 2 ca ở Quảng Trị, đến chiều tối nay 9-8 Việt Nam đã ghi nhận 841 ca. (Tuổi Trẻ)
- Texas trở thành bang thứ ba có số ca mắc trên 500.000 và hiện cùng California là hai bang có tổng số ca cao nhất nước Mỹ. Bang thứ ba ghi nhận cột mốc hơn 500.000 ca là Florida.
- Hôm 8-8, số ca nhiễm virus ở California tăng ít nhất 5.997 người, nâng tổng số ca nhiễm đã xác nhận lên 555.322. Số người tử vong do virus corona chủng mới tại bang này tương ứng đã tăng thêm 99 người, nâng tổng số người thiệt mạng lên 10.311. (Tuổi Trẻ)
- Trump ký các sắc lệnh hành pháp nhằm gia hạn hỗ trợ tài chính cho hàng chục triệu người Mỹ bị mất việc làm do Covid-19. Một trong các sắc lệnh then chốt sẽ cấp thêm 400 USD/tuần cho khoản trợ cấp thất nghiệp của người Mỹ, ít hơn so với mức 600 USD/tuần được thông qua trước đó. (vnExpress)
- Theo số liệu chính thức, ngày 08/08/2020, Brazil với tổng cộng 100.477 trường hợp tử vong và 3.012.412 ca nhiễm được xác nhận, là nước có nhiều ca nhiễm và tử vong vì COVID-19 chỉ đứng sau Hoa Kỳ. (RFI)
- Cảnh sát Đức ngày 8-8 cho biết nhiều cơ quan y tế trên khắp nước Đức đã nhận được lời đe dọa đánh bom. Các cuộc tìm kiếm của cảnh sát cho tới nay vẫn chưa phát hiện bất cứ điều gì khả nghi. (Tuổi Trẻ), (n-tv), (Welt)

### 10 tháng 8
- Tại Mỹ, mất 99 ngày để số ca bệnh COVID-19 đạt 1 triệu, nhưng chỉ mất 17 ngày để số ca nhiễm tăng từ 4 triệu lên 5 triệu. Có 5 bang ở Mỹ có số ca nhiễm cộng lại bằng hơn 40% tổng số ca nhiễm toàn quốc. (Tuổi Trẻ)

### 11 tháng 8
- Tổng thống Nga tuyên bố nước này đã phát triển loại vaccine đầu tiên cung cấp khả năng "miễn dịch vững vàng" chống Covid-19. Vaccine này được Trung tâm Nghiên cứu Dịch tễ và Vi sinh Quốc gia Gamaleya và Bộ Quốc phòng Nga phát triển. (vnExpress)
- Tổng thống Philippines Rodrigo Duterte tuyên bố ông tình nguyện tiêm mũi vaccine đầu tiên do Nga sản xuất để thể hiện sự tin tưởng và biết ơn. Ông Duterte nói thêm rằng Manila có thể hỗ trợ Moskva trong thử nghiệm lâm sàng và sản xuất vaccine tại địa phương. (vnExpress)
- Indonesia hôm nay bắt đầu thử nghiệm vaccine Covid-19 do Trung Quốc sản xuất cho 1.600 tình nguyện viên trong 6 tháng. Vaccine do công ty Sinovac Biotech của Trung Quốc sản xuất là một trong số ít những loại vaccine trên thế giới bước vào thử nghiệm lâm sàng giai đoạn 3. (vnExpress)
- Số ca nhiễm nCoV ở trẻ em Mỹ tăng 40% chỉ trong hai tuần cuối tháng 7, khi hàng chục triệu học sinh sắp bước vào năm học mới. (vnExpress)

### 12 tháng 8
- Con số nhiễm bệnh ở Đức với 1226 ca Corona đạt mức cao nhất kể từ đầu tháng 5. (Welt)
- Ban chỉ đạo quốc gia phòng chống dịch COVID-19 chiều tối 12-8 thông báo ghi nhận thêm 14 ca COVID-19 mới tại Đà Nẵng và Hà Nội.  (Tuổi Trẻ)

### 13 tháng 8
- Từ 0h ngày 14/8, Thành phố Hội An, tỉnh Quảng Nam tiếp tục cách ly xã hội, người dân hạn chế ra ngoài, giữ khoảng cách tối thiểu 2 m nơi công cộng. Đến sáng nay, thành phố ghi nhận 24 ca nhiễm, một người tử vong. (vnExpress)
- Từ 0h ngày 14/8, thành phố Hải Dương cách ly xã hội trong 15 ngày; không tập trung quá hai người nơi công cộng và ngoài công sở, trường học, bệnh viện, sau khi địa phương phát hiện ba ca nghi nhiễm trong cộng đồng. (vnExpress)
- Tại Việt Nam có thêm ba trường hợp tử vong, nâng tổng số nạn nhân thiệt mạng vì Covid cho đến hôm nay là 20 người. Theo Ban chỉ đạo quốc gia phòng chống dịch Covid-19, có 22 ca mới lây nhiễm virus corona, trong đó có 14 ca tại Đà Nẵng. (RFI)
- Viện bệnh truyền nhiễm hàng đầu của Đức RKI dự báo vaccine Covid-19 sẽ được đưa ra vào mùa thu nhưng cảnh báo nó chưa chắc có thể kiềm chế đại dịch. Viện cho biết tác động của bất kỳ loại vaccine nào cũng có thể bị hạn chế do virus biến đổi hoặc do các sản phẩm đầu tiên đưa ra thị trường chỉ cung cấp khả năng miễn dịch ngắn hạn. (vnExpress), (reuters) Lưu trữ ngày 12 tháng 8 năm 2020 tại Wayback Machine
- Ngày càng có nhiều người từ Đức bị nhiễm bệnh ở nước ngoài. Rủi ro hiện đang đặc biệt cao ở vùng Balkan. Hầu hết những người bị nhiễm bệnh ở Kosovo (hơn 1000 trường hợp trong 4 tuần qua), tiếp theo là Thổ Nhĩ Kỳ, Serbia và Bulgaria. (SZ)
- Nước Pháp đã có thêm 2.524 ca nhiễm virus corona trong vòng 24 tiếng đồng hồ. Đây là số ca nhiễm hàng ngày cao nhất tại Pháp kể từ khi lệnh phong tỏa được gỡ bỏ hôm 11/05. (RFI)
- Sáu tuần sau khi chống chọi được đợt đầu của đại dịch, Tây Ban Nha một lần nữa lại gánh chịu đợt lây nhiễm mới, với khoảng 5.000 ca dương tính một ngày trong tuần rồi. (RFI)

### 14 tháng 8
- Tổ chức Y tế Thế giới (WHO) nhận định chưa bằng chứng nào cho thấy Covid-19 có thể lây lan qua thực phẩm hoặc bao bì đóng gói. (vnExpress)
- Bộ Y tế sáng 14/8 ghi nhận thêm 6 ca nhiễm nCoV, trong đó ba ca Hải Dương, ba ở Quảng Nam. (vnExpress)
- Pháp bị Anh Quốc đưa vào danh sách các nước mà người về hoặc tới từ đó phải cách ly 14 ngày. Trong danh sách đó còn có Hà Lan, Monaco, Malta, quần đảo Turks and Caicos, và Aruba. Hiện có 160.000 khách du lịch Anh ở Pháp. (BBC)
- Cơ quan y tế Pháp ngày 13/8 báo cáo có thêm 2.669 ca nhiễm trên toàn quốc, nâng tỉ lệ lây nhiễm mỗi 100.000 người vượt quá con số 30. (VOA)
- Đức cảnh báo không nên đi du lịch tới Tây Ban Nha, bao gồm cả quần đảo Baleares, ngoại trừ quần đảo Canaria.  (Spiegel)
- Ngày 13-8, nước Mỹ lại ghi nhận số người chết vì COVID-19 trong 24 giờ cao nhất kể từ 28-7 với 1.424 người. Đây cũng là lần thứ 12 trong 16 ngày qua, số người chết theo ngày ở Mỹ vượt qua con số 1.000. (Tuổi Trẻ),

### 15 tháng 8
- Du khách Anh hối hả đặt vé máy bay, tàu thuyền để về nước trước khi lệnh cách ly với người trở về từ Pháp có hiệu lực từ 15/8. (vnExpress)

### 16 tháng 8
- Chiều tối hôm qua 15/08/2020, trong báo cáo thường nhật, bộ Y tế Pháp cho biết trong vòng 24 giờ, có đến hơn 3.300 người được xác nhận dương tính với Covid-19. Đây là số ca nhiễm thường nhật cao kỷ lục tính từ tháng 05/2020, tức từ khi nước Pháp bắt đầu ra khỏi phong tỏa.  (RFI)

### 19 tháng 8
- Theo Trung tâm Kiểm soát và Phòng ngừa dịch bệnh Mỹ (CDC), số người chết vì dịch bệnh COVID-19 chỉ đứng sau bệnh tim và bệnh ung thư trong số các nguyên nhân gây tử vong hàng đầu ở Mỹ. (tuoitre)
- Hơn 7.000 công dân Mỹ đã bị một nhóm người Việt Nam lừa đảo qua mạng, trong đó người mua hàng trực tuyến trên khắp Hoa Kỳ đã trả tổng cộng gần 1 triệu USD để mua các sản phẩm rửa tay khô nhưng không bao giờ nhận được hàng, theo Đại sứ quán Mỹ tại Hà Nội cho biết hôm 18/8. (VOA)

### 20 tháng 8
- Pháp xác nhận 3776 ca nhiễm coronavirus mới trong vòng 24 giờ. Bộ Y tế Pháp cho biết, số ca nhiễm mới trung bình trong bảy ngày đã tăng trên mốc 2.500, lần đầu tiên kể từ ngày 18 tháng 4.  (Spiegel)
- Trong khi đó, Tây Ban Nha có số ca trong ngày cao nhất trong hai tháng qua với 3.715 ca mới ngày 19-8. (Tuổi Trẻ)
- Đức ghi nhận hơn 1.700 ca nhiễm nCoV trong 24 giờ qua, mức tăng ca nhiễm mới hàng ngày cao nhất kể từ tháng 4. (vnExpress)
- Ấn Độ, vùng dịch lớn nhất châu Á, báo cáo 69.652 ca nhiễm nCoV trong 24 giờ qua, mức tăng hàng ngày cao nhất từ khi dịch bùng phát. Số ca mới hàng ngày kỷ lục đã nâng tổng ca nhiễm toàn quốc vượt 2,8 triệu, trong đó 53.866 người đã chết, tăng 977 ca so với một ngày trước đó.  (vnExpress)
- Với mong muốn tháng mới bình an, sáng 19-8 (mồng 1 tháng 7 âm lịch), nhiều người dân Hà Nội đổ dồn về Phủ Tây Hồ (Quảng An, Tây Hồ, Hà Nội) để dâng lễ. Lực lượng an ninh phường Quảng An đã kịp thời ngăn tập trung đông đúc trong khuôn viên phủ.  (Tuổi Trẻ)
- UBND phường Hòa Thạnh, quận Tân Phú đã phong tỏa 17 căn nhà trên đường Thoại Ngọc Hầu, cách ly 52 người vì sống gần ca tái dương tính nCoV. (vnExpress)

### 22 tháng 8
- Ít nhất 41 trong số 825 ngôi trường ở thủ đô nước Đức ghi nhận ca nhiễm Covid-19 mới sau chưa đầy hai tuần đi học lại. (vnExpress)
- Ở Đức, hơn 2000 ca nhiễm mới đã được báo cáo trong một ngày sau gần 4 tháng. Nó có thể liên quan đến một số lượng lớn các vụ thử nghiệm - nhưng không chỉ vì vậy. (Welt)
- Một lễ hội Oktoberfest lớn đang diễn ra ở Trung Quốc. Người Trung Quốc một lần nữa muốn chứng tỏ rằng họ tin rằng virus đã bị đánh bại - và ăn mừng một cách không kiềm chế, không đeo mặt nạ, không khoảng cách. (ZDF)
- Virus corona đang lây lan nhanh hơn tại Pháp, đó là cảnh báo của Tổng cục Y tế Pháp trong một thông cáo ra hôm qua, 21/08/2020. Theo bản thông cáo này, 9 tỉnh ở Pháp đã vượt qua ngưỡng 50 ca nhiễm mới được phát hiện trong 7 ngày qua trên 100.000 dân.  (RFI)

### 24 tháng 8
- Tổ chức Y tế Thế giới (WHO) cho biết trẻ em từ 12 tuổi trở lên nên đeo khẩu trang để giúp đối phó với đại dịch Covid-19 trong điều kiện tương tự như người lớn, trong khi trẻ em từ 6 đến 11 tuổi nên đeo khẩu trang tùy theo rủi ro. (VOA)

### 25 tháng 8
- Cơ quan Quản lý Thực phẩm và Dược phẩm Hoa Kỳ (FDA) đã cho phép việc khẩn cấp sử dụng huyết tương để điều trị bệnh nhân bị nhiễm virus corona. Kỹ thuật này sử dụng huyết tương giàu kháng thể của những người đã khỏi bệnh và đã được sử dụng trên 70.000 người ở Hoa Kỳ. (BBC)
- Hai trường hợp tại Bỉ và Hà Lan được xác nhận tái nhiễm nCoV sau khi khỏi bệnh, làm dấy lên lo ngại về khả năng miễn dịch với virus. (vnExpress)

### 26 tháng 8
- Cơ quan Y tế công Thụy Điển ngày 25-8 cho biết khoảng 3.700 người ở Thụy Điển đã nhận kết quả dương tính giả với virus corona chủng mới gây bệnh COVID-19 do lỗi của bộ kit xét nghiệm nhập từ Trung Quốc.  (Tuổi Trẻ)